# Callitriche platycarpa
Callitriche platycarpa là một loài thực vật có hoa trong họ Mã đề. Loài này được Kütz. mô tả khoa học đầu tiên năm 1832.

## Hình ảnh

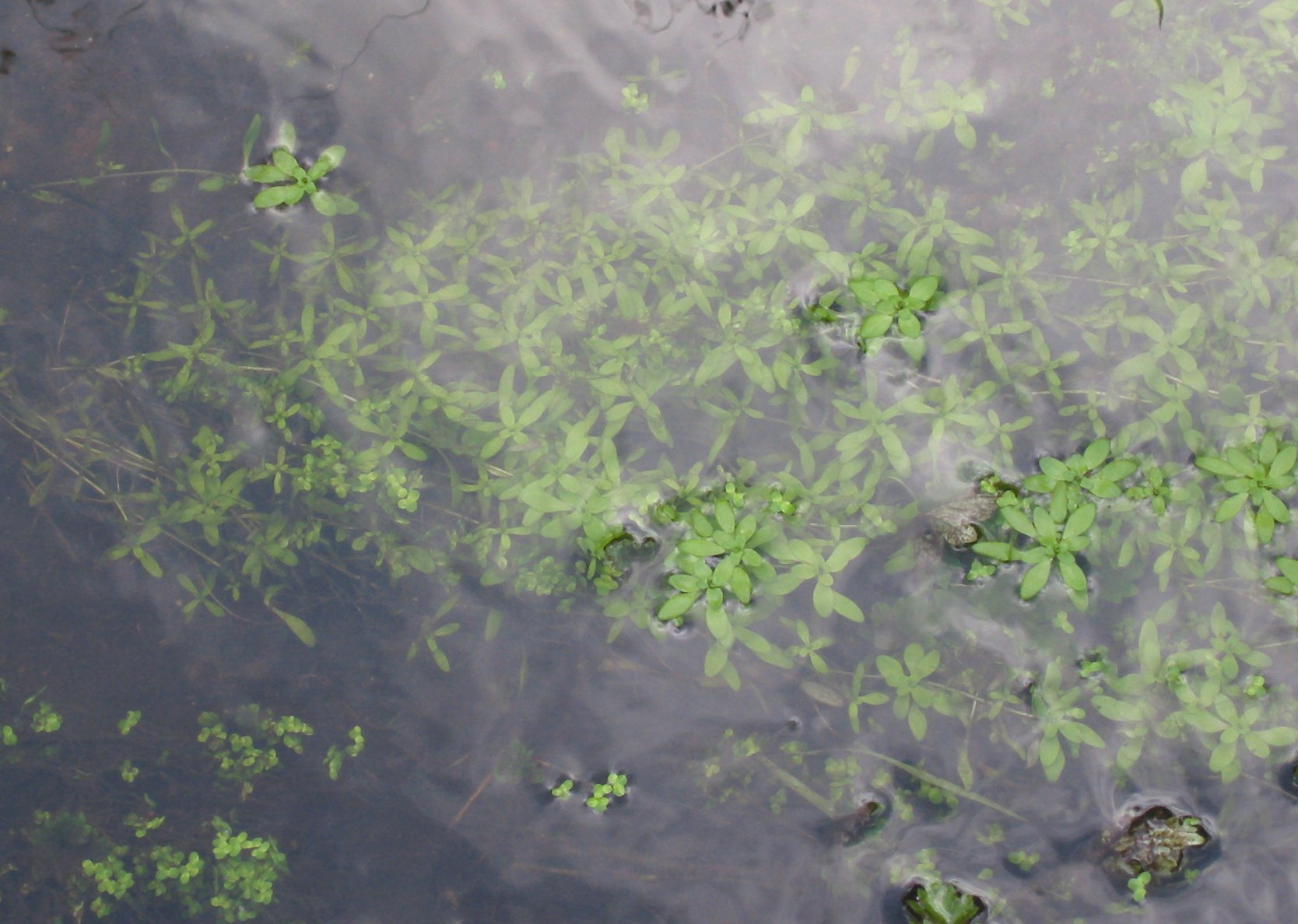